# Qin postérieur
384–417
Entités précédentes :
- Qin antérieur
- Yan de l'Ouest (en)
- Liang postérieur (386-403)

Entités suivantes :
- Xia (Seize Royaumes) (en)
- Dynastie Jin de l'Est

Le Qin postérieur (chinois simplifié : 后秦 ; chinois traditionnel : 後秦 ; pinyin : Hòuqín)(384-417), aussi connu sous le nom de Yao Qin (chinois : 姚秦), était un état qiang de la période des Seize Royaumes (dynastie des Jin ; 265-420). Le Qin postérieur est complètement distinct de la dynastie Qin, du Qin antérieur et du Qin occidental.
Sa capitale était Chang'an.
Son deuxième dirigeant, Yao Xing, a soutenu la propagation du Bouddhisme du moine mādhyamika Kumārajīva.
Tous les dirigeants du Qin postérieur se sont auto-déclarés empereurs, mais pour une grande partie du règne de Yao Xing, celui-ci a préféré utiliser le titre de Tian Wang.

## Dirigeants du Qin postérieur
| Nom de temple                                    | Nom posthume           | Nom de famille et prénom | Durées de règne | Ères et durées respectives                                      |
| ------------------------------------------------ | ---------------------- | ------------------------ | --------------- | --------------------------------------------------------------- |
| Convention chinoise : nom de famille puis prénom |                        |                          |                 |                                                                 |
| Taizu (太祖 Tàizǔ)                               | Wuzhao (武昭 Wǔzhāo)   | Yao Chang (en) (姚萇)    | 384-393         | Baique (白雀 Báiquè) 384-386 Jianchu (建初 Jiànchū) 386-393     |
| Gaozu (高祖 Gāozǔ)                               | Wenhuan (文桓 Wénhuán) | Yao Xing (en) (姚興)     | 394-416         | Huangchu (皇初 Huángchū) 394-399 Hongshi (弘始 Hóngshǐ) 399-416 |
| Inexistant                                       | Hòuzhǔ (後主 Hòuzhǔ)   | Yao Hong (en) (姚泓)     | 416-417         | Yonghe (永和 Yǒnghé) 416-417                                    |

## Arbre généalogique des dirigeants du Qin postérieur
|                          |                          |                          |                          |                          |                          | 柯回                  |  |  |  |  |  |                                                         |                                                         |                                                         |                                                         |                                                         |                                                         |  |  |  |  |  |  |  |  |  |  |
|                          |                          |                          |                          |                          |                          |                       |  |  |  |  |  |                                                         |                                                         |                                                         |                                                         |                                                         |                                                         |  |  |  |  |  |  |  |  |  |  |
|                          |                          |                          |                          |                          |                          | Yao Yizhong (280-352) |  |  |  |  |  |                                                         |                                                         |                                                         |                                                         |                                                         |                                                         |  |  |  |  |  |  |  |  |  |  |
|                          |                          |                          |                          |                          |                          |                       |  |  |  |  |  |                                                         |                                                         |                                                         |                                                         |                                                         |                                                         |  |  |  |  |  |  |  |  |  |  |
|                          |                          |                          |                          |                          |                          |                       |  |  |  |  |  |                                                         |                                                         |                                                         |                                                         |                                                         |                                                         |  |  |  |  |  |  |  |  |  |  |
| Yao Xiang 姚襄 (331-357) | Yao Xiang 姚襄 (331-357) | Yao Xiang 姚襄 (331-357) | Yao Xiang 姚襄 (331-357) | Yao Xiang 姚襄 (331-357) | Yao Xiang 姚襄 (331-357) |                       |  |  |  |  |  | Yao Chang 姚苌 (330-393) Wuzhao 武昭 (r. 384-(386-)394) | Yao Chang 姚苌 (330-393) Wuzhao 武昭 (r. 384-(386-)394) | Yao Chang 姚苌 (330-393) Wuzhao 武昭 (r. 384-(386-)394) | Yao Chang 姚苌 (330-393) Wuzhao 武昭 (r. 384-(386-)394) | Yao Chang 姚苌 (330-393) Wuzhao 武昭 (r. 384-(386-)394) | Yao Chang 姚苌 (330-393) Wuzhao 武昭 (r. 384-(386-)394) |  |  |  |  |  |  |  |  |  |  |
| Yao Xiang 姚襄 (331-357) | Yao Xiang 姚襄 (331-357) | Yao Xiang 姚襄 (331-357) | Yao Xiang 姚襄 (331-357) | Yao Xiang 姚襄 (331-357) | Yao Xiang 姚襄 (331-357) |                       |  |  |  |  |  | Yao Chang 姚苌 (330-393) Wuzhao 武昭 (r. 384-(386-)394) | Yao Chang 姚苌 (330-393) Wuzhao 武昭 (r. 384-(386-)394) | Yao Chang 姚苌 (330-393) Wuzhao 武昭 (r. 384-(386-)394) | Yao Chang 姚苌 (330-393) Wuzhao 武昭 (r. 384-(386-)394) | Yao Chang 姚苌 (330-393) Wuzhao 武昭 (r. 384-(386-)394) | Yao Chang 姚苌 (330-393) Wuzhao 武昭 (r. 384-(386-)394) |  |  |  |  |  |  |  |  |  |  |
|                          |                          |                          |                          |                          |                          |                       |  |  |  |  |  | Yao Xing 姚兴 (366-416) Wenhuan 文桓 (r. 394-416)       |                                                         |                                                         |                                                         |                                                         |                                                         |  |  |  |  |  |  |  |  |  |  |
|                          |                          |                          |                          |                          |                          |                       |  |  |  |  |  |                                                         |                                                         |                                                         |                                                         |                                                         |                                                         |  |  |  |  |  |  |  |  |  |  |
|                          |                          |                          |                          |                          |                          |                       |  |  |  |  |  | Yao Hong 姚泓 388-417; r. 416-417                       |                                                         |                                                         |                                                         |                                                         |                                                         |  |  |  |  |  |  |  |  |  |  |